# Oracle Challenger Series – Indian Wells 2020/Damen/Qualifikation
Dieser Artikel zeigt die Ergebnisse der Qualifikationsrunden für die Oracle Challenger Series – Indian Wells 2020 des Damentennis. Insgesamt nahmen 4 Spielerinnen im Einzel an der Qualifikation teil.

## Einzel

### Setzliste
| Nr. | Spielerin     | Erreichte Runde |
| --- | ------------- | --------------- |
| 01. | Asia Muhammad | qualifiziert    |
| 02. | Danielle Lao  | qualifiziert    |

Zeichenerklärung
- Q = Qualifikant
- WC = Wildcard
- LL = Lucky Loser
- ITF = qualifiziert über ITF-Ranking
- ALT = alternate (Ersatz)
- PR = Protected Ranking
- SE = Special Exempt
- r = retired (Aufgabe)
- d = Disqualifikation
- w.o. = walkover
- [ ] = Match-Tie-Break

### Ergebnisse
|  | Qualifikationsrunde |               |   |   |   |
|  |                     |               |   |   |   |
|  | 1                   | Asia Muhammad | 7 | 2 | 6 |
|  | WC                  | Maria Mateas  | 5 | 6 | 3 |
|  |                     |               |   |   |   |
|  | 2                   | Danielle Lao  | 6 | 5 | 6 |
|  | WC                  | Hanna Chang   | 1 | 7 | 2 |